# Estadio Hernando Siles
Das Estadio Hernando Siles ist ein Fußballstadion mit Leichtathletikanlage im Stadtteil Miraflores der bolivianischen Stadt La Paz. Es fasst rund 41.143 Zuschauer und wurde zu Ehren von Hernando Siles Reyes, Präsident von Bolivien von 1926 bis 1930, benannt.

## Geschichte
Im Jahr 1931 fand die Einweihung der Anlage statt. Das Spielfeld ist 105 Meter lang und 68 Meter breit. Die Spielstätte liegt auf einer Höhe von 3637 m und ist so eines der höchstgelegenen Stadien der Welt.
Ausländische Mannschaften beklagten sich oft über eine Benachteiligung durch die Höhenlage und die damit verbundene dünne Luft, die eine Akklimatisationszeit zur effektiven Anpassung verlangt. Im Mai 2007 beschloss der Weltfußballverband FIFA, für Austragungsorte von Qualifikationsspielen zu Fußball-Weltmeisterschaften eine Höhengrenze von 2500 Metern über dem Meeresspiegel festzulegen. Nach Protesten wurde diese Grenze im darauffolgenden Monat auf 3000 Meter angehoben und das Estadio Hernando Siles bekam eine Sondergenehmigung.
Das Stadion war Schauplatz von Spielen der Campeonato Sudamericano 1963 und der Copa América 1997. Während Bolivien das erste Turnier gewann, unterlag es im Juni 1997 im Estadio Hernan Siles Brasilien mit 1:3. Bei einem Ausscheidungsspiel zwischen Ungarn und Bolivien für einen Platz bei der Weltmeisterschaft 1978 unterlagen die Gastgeber mit 2:3, nachdem sie bereits das erste Spiel in Budapest mit 0:6 verloren hatten. Bei der Qualifikation zur Weltmeisterschaft 1994 besiegte Bolivien hier im Juli 1993 Brasilien mit 2:0, fügte dem Rekordweltmeister die erste Niederlage bei einem Qualifikationsspiel zu und qualifizierte sich zum ersten Mal für eine Weltmeisterschaft, nachdem die bisherigen beiden Teilnahmen keiner Qualifikation bedurft hatten.
Auf Vereinsebene war das Finalhinspiel der Copa Sudamericana 2004 zwischen dem heimischen Club Bolívar und den Boca Juniors der Höhepunkt. Die Gastgeber gewannen mit 1:0, verloren aber das Rückspiel in Buenos Aires mit 0:2. Neben Bolívar tragen mit Club The Strongest und dem La Paz FC zwei weitere bolivianische Erstligisten ihre Heimspiele im Estadio Hernando Siles aus.